# الاحتجاجات الموريتانية 2011–12
الاحتجاجات الموريتانية 2011 م: هي حملة احتجاجات شعبية بدأت منذ مطلع شهر يناير/كانون الثاني عام 2011 م على شكل احتجاجات متقطعة للمطالبة بالإصلاح السياسي والاقتصادي والاجتماعي وللتنديد بانتشار الفساد والبطالة والفقر. متأثرة باندلاع الثورة الشعبية التونسية في نهاية عام 2010 م والتي أطاحت بالرئيس زين العابدين بن علي في 14/1/2011 م.

## أسباب الاحتجاجات

### الأسباب غير المباشرة
1. سوء الأوضاع السياسية: والمطالبة بالإصلاح السياسي وتحقيق الديمقراطية. والضرائب والرسوم التي تفرضها الحكومة على المواد الأساسية، إضافة إلى فساد الإدارة.[1]
2. سوء الأوضاع الاقتصادية: كالغلاء وانتشار البطالة والفقر. فالبطالة ناهزت نسبتها الـ40% بين الشباب،[2] وعجزت الحكومة عن مواجهة هذه الأزمة (البطالة والغلاء). فضلا عن أن عددا من مؤسسات الدولة أصبحت عاجزة عن تقديم رواتب لعمالها.[3]
وسبق أن شهدت بعض مناطق الشرق عام 2008 م احتجاجات صاخبة ضد الغلاء. وحينها قتل طالب في مدينة كنكوصة.[4]
3. سوء الأوضاع المعيشية: أكثر من 80% من السكان في دائرة الفقر المدقع، ولا يستطيعون توفير تكاليف الغذاء والدواء والسكن، والجزء الأكبر من ثروة البلاد تحت يد رجال يعدون على رؤوس الأصابع.[5]
4. سوء الأوضاع الاجتماعية: مثل ظاهرة الأحياء العشوائية التي تحيط بالعاصمة نواكشوط من الجهات المختلفة، بالإضافة إلى الظروف الاجتماعية التي باتت مزرية، وكذلك ممارسة الإقصاء والتمييز العرقي والقبلي وحتى الجهوي والفئوى ضد شرائح واسعة من الموريتانيين.
5. غياب الخدمات الأساسية: تعيش أحياء الضواحي ومناطق الداخل معاناة مضاعفة بفعل غياب أبسط الخدمات الأساسية من ماء وكهرباء وخدمات صحية وتعليمية مناسبة. بالإضافة إلى أن الشرق الموريتاني عامة يعاني من نقص حاد في مياه الشرب.[6]
6. النظام الموريتاني: فالنظام الحالي وصل للسلطة بانقلاب، واستمر فيها بالإقصاء.[2]

### الأسباب المباشرة
1. اندلاع الثورة الشعبية في تونس في 18 ديسمبر عام 2010 م احتجاجاً على الأوضاع الاجتماعية والاقتصادية والسياسية السيئة وتضامناً مع محمد البوعزيزي الذي أضرم النار في نفسه. واستطاعت هذه الثورة في أقل من شهر (في 14/1/2011 م) الإطاحة بالرئيس التونسي زين العابدين بن علي (الذي حكم البلاد لمدة 23 سنة بقبضةٍ حديدية).
2. اندلاع ثورة 25 يناير في مصر والتي تأثرت بالثورة الشعبية التونسية. واستطاعت هذه الثورة في 11/2/2011 م إسقاط أقوى الأنظمة العربية وهو نظام حسني مبارك خلال 18 يوماً من اندلاعها.

هذا النجاح الذي حققته هاتين الثورتين أظهر أن قوة الشعب العربي تكمن في تظاهره وخروجه إلى الشارع، وأن الجيش هو قوة مساندة للشعب وليس أداة لدى النظام لقمع الشعب. كما أضاءت تلك الثورة الأمل لدى الشعب العربي بقدرته على تغيير الأنظمة وتحقيق تطلعاته.
وهذا ما جعل المعارضة الموريتانية والقوى الشعبية تدعو للتظاهر في الشارع للمطالبة بالإصلاح.

## أحداث الاحتجاجات

### الأربعاء 12/1/2011 م
قامت منسقية المعارضة وائتلاف الأغلبية الحاكمة بموريتانيا بالنزول إلى الشارع لتنظيم مهرجانات وتجمعات حاشدة، بهدف شرح مواقفها للرأي العام بشأن مختلف التطورات السياسية والاجتماعية التي تعيشها البلاد حاليا. ودعت المعارضة أنصارها لمهرجان ستنظمه يوم غد للاحتجاج على ما تصفه بالغلاء الفاحش، وتدهور الأوضاع المعيشية للسكان، وتفشي البطالة في صفوف الشباب وحملة الشهادات، وانتشار الفساد في مختلف شرايين الدولة حسب ما قال زعيم المعارضة أحمد ولد داداه.

### الخميس 13/1/2011 م
نظمت المعارضة الموريتانية مسيرة شعبية اليوم وانتهت بمهرجان خطابي وسط العاصمة نواكشوط، وذلك بعد يوم واحد من مهرجان نظمته أحزاب الأغلبية الحاكمة خصصته لاستعراض ما تعتبره إنجازات للحكومة الحالية. وانتقدت المعارضة الموريتانية الأوضاع المعيشية في البلاد وانتشار البطالة في صفوف الشباب، وحذرت من أن تجاهل الأوضاع الاجتماعية للسكان يؤذن بعدم الاستقرار، ودعت إلى أخذ العبرة مما يجري من احتجاجات في تونس.

### الاثنين 17/1/2011 م
أقدم المواطن الموريتاني يعقوب ولد دحود (من تجكجة) اليوم على إحراق نفسه وسيارته أمام مجلس الشيوخ الموريتاني بنواكشوط بعد تحذيرات أطلقها العاطلون عن العمل من استمرار البطالة في صفوفهم. وقامت قوات الشرطة والأمن بإخراج الشاب الذي حاول الانتحار من سيارته التي اشتعلت النيران في داخلها، ونقل فورا إلى المستشفى العسكري حتى يتلقى العلاج بإحدى غرف العناية المركزة. وعلى الرغم من عدم وجود أي خلفية سياسية للشاب يعقوب ولد دحود، فإن رسالته التي نشرها في صفحته على فيسبوك قبل أقل من ساعة على حرق نفسه حملت جملة من المطالب السياسية والاجتماعية عنونها بـ«كفى فسادا، كفى ظلما». وطالب ولد دحود في رسالته بخفض الأسعار، ورفع الضرائب والرسوم عن المواد الغذائية، وإجراء تعديلات دستورية تمنع انتخاب العسكر لرئاسة الجمهورية من بين جملة مطالب ومقترحات، قبل أن يختم بالقول «إن نجحت فذلك من أجلك يا شعبي وإن فشلت فعليك أن تحاول أنت يا شباب مستقبل موريتانيا أن تنجح في ما فشلت أنا فيه».
- هذا وقد توفي يعقوب ولد دحود يوم السبت 22/1/2011 م نتيجة الحروق التي أصيب بها.[11]

### الجمعة 21/1/2011 م
استبعد الرئيس الموريتاني محمد ولد عبد العزيز حدوث اضطرابات أو انتفاضة شعبية في بلاده على غرار ما حدث في تونس، مشيرا إلى اختلاف الأوضاع والظروف بين البلدين. جاء ذلك ردا على المعارضة التي حذرت من تكرار سيناريو تونس في موريتانيا. وكانت المعارضة قد أكدت أن الأوضاع الاجتماعية والاقتصادية في البلاد على شفا الانفجار. وشدد ولد عبد العزيز على أنه لا أحد يستطيع تجاهل بعض المشاكل المطروحة في البلد أو التغاضي عنها، مشيدا بالإجراءات التي اتخذتها حكومته لمواجهة هذه المشاكل. وأبدى أسفه على إقدام شاب موريتاني على الانتحار احتراقا أمام مجلس الشيوخ وقرب قصر الرئاسة.

### الأحد 23/1/2011 م
تظاهر اليوم آلاف الإسلاميين بالعاصمة الموريتانية نواكشوط للتنديد بغلاء المعيشة وارتفاع الأسعار، وللتحذير من مخاطر استمرار ذلك على أمن البلاد واستقرارها. ونظم الإسلاميون مهرجانهم الشعبي تحت شعار «غلاء الأسعار يهدد الاستقرار»، في أول تحرك شعبي وجماهيري لهم بعد موجة الغلاء الأخيرة التي شهدتها البلاد، والتي أثارت حراكا سياسيا وشعبيا قويا وغير مسبوق بشأن موضوع الغلاء.
من جهة أخرى أقدم شاب سنغالي على الانتحار شنقا في أكبر ملاعب العاصمة الموريتانية نواكشوط، في أحدث حالة انتحار تسجل في البلاد بعد وفاة الشاب يعقوب ولد دحود يوم السبت الماضي والذي أشعل النار في نفسه قبل أيام في نواكشوط.

### الجمعة 18/2/2011 م
اندلعت اليوم في مدينة فصالة بأقصى الشرق الموريتاني احتجاجات عنيفة بسبب نقص المياه وتردي الأوضاع الاجتماعية والفساد، سيطر خلالها المتظاهرون على مقرات للإدارة المحلية. وبدأت الاحتجاجات سلمية لدى انطلاقها لكنها سرعان ما تطورت إلى مظاهرات عنيفة سيطر خلالها المتظاهرون على أغلب المراكز والمباني الرسمية في المدينة، وأضرموا النار في مقر البلدية وفي منشآت أخرى. ويشكو المتظاهرون من أزمة عطش حادة تجتاح المدينة منذ شهور بعد تعطل المضخة المائية التابعة للبلدية التي كانت تزود المدينة بالماء، وهو ما جعل السكان يلجؤون إلى وسائل بدائية وآبار تقليدية لا تفي بحاجاتهم من المياه الصالحة للشرب.
وقد جرت اشتباكات محدودة مع قوات الدرك أدت إلى جرح شرطيين قبل أن تصل تعزيزات دفعت بها السلطات من المدن المجاورة إلى فصالة التي تبعد عن العاصمة نواكشوط نحو 1500 كيلومتر. وتحدثت مصادر صحفية عن استنفار أمني بالمنطقة، وأكدت أن قوات الدرك والشرطة بعد نجاحها في التصدي للمتظاهرين واستعادة الهدوء، شنت حملة اعتقالات واسعة في صفوف السكان المتهمين بقيادة تلك الاحتجاجات غير المسبوقة في تاريخ المدينة. وتفيد الأنباء بأن الاعتقالات طالت أكثر من ثلاثين ناشطا في المدينة بينهم سيدة واحدة.

### الجمعة 25/2/2011 م
أطلق مجموعة من النشطاء دعوة على موقع التواصل الاجتماعي فيسبوك لإطلاق ثورة شعبية في موريتانيا لفرض التغيير على غرار الثورات التي شهدتها وتشهدها حاليا عدد من الدول العربية. وكوّن الداعون إلى التظاهر ثماني مجموعات انضم إلى عضويتها نحو سبعة آلاف شخص اشتركوا في انتقاد الأوضاع الحالية بالبلاد والدعوة إلى التظاهر والتحرك السلمي للتغيير، لكنها تختلف في المطالب والمقاصد وفي سقف التغيير المطلوب. فبينما تكتفي بعض هذه المجموعات بالدعوة إلى تحسين الأوضاع الاجتماعية للناس والإسراع بإحداث إصلاحات سياسية في النظام القائم، تطالب أخرى بإطاحة النظام الحاكم وطرد العسكر من السلطة، كما هو الحال بالنسبة لمجموعة «موريتانيون لطرد العسكر» التي تعتبر أكثر مجموعات «ثورة 25 فبراير» من حيث العضوية على فيسبوك.
لكن رئيس الوزراء الموريتاني استبق يوم أمس التحركات الشبابية بخطاب أعلن فيه عن جملة من الإجراءات الاجتماعية الهادفة إلى امتصاص الغضب الاجتماعي من قبيل الإعلان عن جملة من مشاريع الإسكان، وتوظيف نحو 17 ألف عاطل عن العمل في السنة الحالية، وإنهاء ما يسمى بظاهرة الأحياء العشوائية التي تحيط بالعاصمة نواكشوط من الجهات المختلفة، وتحسين الظروف الاجتماعية للناس.
- نواكشوط: دخل المئات من الشباب الموريتاني في اعتصام مفتوح بميدان بلوكات الذي يعد أحد أكبر ميادين العاصمة الموريتانية نواكشوط وأكثرها حساسية وخطورة بسبب وقوعه في عمق المدينة بين المباني الحكومية ومقار البنوك والمؤسسات الهامة في الدولة. وخرج المتظاهرون بعد صلاة الجمعة من أهم مساجد العاصمة نواكشوط، وبدؤوا في رفع اللافتات ورفع الشعارات المناوئة لنظام الرئيس الموريتاني محمد ولد عبد العزيز. وتفاوتت اللافتات والشعارات التي رددها المتظاهرون بين الدعوة إلى إصلاح النظام وإسقاطه بشكل نهائي، كما شملت المطالب أيضا قضايا اجتماعية من قبيل تشغيل الشباب وتقليص البطالة، ورفع مستويات الأجور، والتنديد بما يقولون إنه انتشار للفساد والمحسوبية في أجهزة ومؤسسات الدولة. واختلطت الشعارات المطالبة بالإصلاحات السياسية والاجتماعية مع تلك المنددة ببطش النظام الليبي وبالمجازر التي يرتكبها العقيد معمر القذافي ضد مواطنيه وشعبه والداعية إلى رحيله ومحاكمته. وتعاطت الحكومة بشكل سلمي تماما مع المتظاهرين، وغابت قوات الشرطة والجيش بشكل كامل عن الساحة التي اختارها المتظاهرون لتنظيم أول نشاطات ما يصفونها هم بالثورة ويصفها المقربون من النظام بالمحاولات اليائسة للتشكيك في المنجزات والمكاسب التي حققها الشعب في ظل النظام الحالي.[16]

### الإثنين 25/4/2011 م (يوم الغضب)
دعت منسقية «شباب 25 فبراير» التي تقف خلف التحركات والاحتجاجات الأخيرة في موريتانيا إلى التظاهر اليوم في العاصمة نواكشوط وفي غيرها من المدن بمناسبة الذكرى الثانية لانطلاق الاحتجاجات التي تقودها المنسقية. وأعلنت المنسقية الاثنين يوم غضب في موريتانيا من أجل انتزاع الحقوق، وفرض التغيير والإصلاح في البلد، ورفض الواقع الحالي الذي يتميز بالظلم والفساد والاستبداد. ونشرت المنسقية شريط فيديو يظهر فيه مواطنون من مختلف الأعمار والأجناس يتحدثون بمختلف اللغات واللهجات المحلية يشكون أوضاعهم، ويتحدثون عن أوجه مختلفة من معاناة المواطنين، ويطالبونهم بالتظاهر وبالانضمام إلى الاحتجاجات والمظاهرات التي يعتزم «شباب 25 فبراير» تنظيمها. وبدأ شباب ثورة 25 فبراير بالتظاهر منذ 25 فبراير/شباط الماضي في العاصمة نواكشوط، وراوحت مطالبهم بين الدعوة إلى تغيير وإسقاط النظام، أو المطالبة بإصلاحات سياسية واجتماعية، ووقف نزيف الفساد في جسم الدولة الموريتانية. وتتكون منسقية الشباب من عدد من المبادرات التي تشكلت في بداية أمرها على صفحات مواقع التواصل الاجتماعي وصفحات فيسبوك بشكل خاص، قبل أن تتحول إلى واقع ميداني على الأرض وتنخرط في منسقية جامعة لتلك المبادرات رغم أنها لا تفصح عن قيادتها، ولا تكشف عن مكوناتها بشكل علني خوفا من الملاحقة. ويحاول الشباب أخذ مسافات من الأطر السياسية القائمة، وإعطاء الانطباع بعدم تبعيتهم أو ولائهم لأي طرف سياسي في الساحة إلا أن الواقع يؤكد أن أغلب الأحزاب والقوى السياسية المعارضة موجودة وممثلة في المنسقية الجامعة لشباب الثورة.
واختلف التعاطي الرسمي والأمني مع ثورة الشباب من مرحلة إلى أخرى، ففي بداية الأمر اتسم التعاطي الأمني مع الثورة بقدر من الهدوء والسلمية، وهو ما ساهم في تكثيف أنشطة الشباب وتحول اعتصاماتهم وتظاهراتهم إلى نشاطات شبه يومية، مع ازدياد واضح في الحضور، وتطور في التنظيم والأداء. ومنذ منتصف الشهر الماضي تقريبا عدلت السلطات الأمنية عن ذلك النهج، واختارت أسلوب التعاطي الأمني وقمع واعتقال المتظاهرين ومنعهم من الوصول إلى ساحة «بلوكات» وهي الساحة الأكبر والأهم في العاصمة، وكانت تحتضن أول المنشآت والمباني الرسمية التي أقيمت في السنوات الأولى لاستقلال موريتانيا.
وكانت الحكومة الموريتانية قد أخلت ساحة بلوكات المطلة على أهم البنوك والأسواق في العاصمة نواكشوط من سكانها، وهدمت المباني القديمة بها قبل أن تبيعها لصالح بعض المستثمرين قبيل نحو شهر من اندلاع ثورة الشباب. ومع الوقت تحولت تلك الساحة إلى عنوان جديد للصراع بين الحكومة وشباب الخامس والعشرين من فبراير الذين يعتبرون أن بيعها لبعض المقربين ليس إلا تعبيرا بسيطا عن الفساد الذي يناضلون من أجل وقفة.
- المظاهرات: خرجت مظاهرات في عدد من مناطق العاصمة الموريتانية نواكشوط للمطالبة بإسقاط النظام والحكومة الحالية بعد فشلها في تحقيق مطالب الإصلاح والتغيير حسب قول هؤلاء. ورفع المتظاهرون الشباب لافتات ورددوا هتافات تطالب بوقف نزيف الفساد، وتشغيل الشباب، وتعميق الوحدة الوطنية. وبعد ساعات من الاعتصام بجوار الساحة الرئيسية وسط نواكشوط فرقت الشرطة بعنف التمظاهرين، واعتقلت عددا من المعتصمين بينهم سيدات. واستخدمت الشرطة وقوات مكافحة الشغب قنابل الغاز لتفريق المتظاهرين، وطاردت مئات الشبان في الشوارع والأزقة القريبة. وتحولت مظاهرات اليوم إلى سباق بين الشبان والشرطة لبلوغ ساحة بلوكات المطلة على أهم البنوك والأسواق ومقار الوزارات والإدارات الحكومية. وتجمعت حشود أمنية قبيل انطلاق المظاهرات في الساحة، وأحكمت إغلاقها، ومنعت المارة من الاقتراب منها، وحاول المتظاهرون تطويقها واختراقها من اتجاهات عدة. وتصدت الشرطة لمحاولة الاختراق بقنابل الغاز، وأوسعت متظاهرين ضربا وركلا، واعتقلت آخرين. وفي محاولة لدعم الشبان، تجمع نواب من المعارضة في مقر البرلمان، وحاولوا دخول الساحة بعد فشل محاولة الاختراق. لكن قوات الشرطة منعتهم من الاقتراب منها. وأصبحت الساحة تكتسب بعدا رمزيا لدى المنادين بإسقاط نظام الرئيس محمد ولد عبد العزيز بعد بيع الأخير الساحة لمستثمرين، وهو ما أغضب الشبان، وجعلهم يحرصون على تنظيم تجمعاتهم فيها مرددين شعارات رافضة لخصخصتها.[18]

### الثلاثاء 24/5/2011 م
نظمت حركة شباب 25 فبراير يومَ الثلاثاء 24 مايو مُظاهرة في ساحة بلوكات وَسط العاصمة نواكشوط احتجاجاً على الفساد والبطالة والغلاء والحكم العسكري للبلاد. لكن ومعَ أنه كان من المُخطط أن تنطلق المُظاهرة داخلَ الساحة نفسها، فقد اضطرَّ المُحتجون إلى التظاهر حولها بعد أن أغلقتها قوات الأمن ومنعت كافة الناس من الدُخول إليها. وعلاوة على ذلك استخدم الأمن رجالاً من البلطجية لمُهاجمة المُتظاهرين، مما جعل المنطقة مسرحاً لعمليات انسحاب وتراجع مُتكرِّرَين للمتظاهرين من الساحة وإلى المناطق والشوارع المُحيطة بها.